# 혈구탐식성 림프조직구증
혈구탐식성 림프조직구증(영어: hemophagocytic lymphohistiocytosis, HLH) 또는 혈구포식 림프조직구증식증는 조직구증식증후군의 하나로 혈액의 희귀질환이다. 전신 염증과 면역반응의 조절 이상으로 고열과 범혈구감소증 및 장기부전을 초래하는 치명적인 면역조절장애 질환이다. 대식세포의 축적에 의한 비악성 증식성 질환이다. 혈구탐식(혈구포식), 즉 대식세포(탐식세포)가 적혈구, 백혈구, 혈소판과 그 전구세포들을 포식하는 병적인 상태를 일으키고, 염증성 사이토카인의 과분비에 의한 증상을 초래하는 질환이다. 대식세포의 모양은 정상적으로 보인다.
선천적으로 타고나는 원발성(가족성) 질환은 유전적인 요인으로 발생하며 갓난아기에게 많이 발생한다. 후천적인 이차성 질환은 바이러스 등의 감염질환, 악성질환, 자가면역질환등의 면역자극이 원인이 된다.

## 증상
전형적인 증상으로는 상기도 감염이나 위장관 감염 후에 발열, 간비종대(간비장비대), 그리고 혈구감소증이 있다. 그 외에 피부 발진, 림프절비대, 황달 및 부종이 있을 수 있고, 신경학적 증상이 나타날 수 있다.

## 진단
Histiocyte Society의 HLH study group에 이 질병을 정의하는 연구를 하였다.
HLH-97에 의하면 다음 5가지 기준을 모두 만족시킬 때 진단한다.
1. 발열
2. 비장 비대(splenomegaly)
3. 혈구감소증
4. 고중성지질혈증 또는 저섬유소원혈증
5. 골수 나 비장 또는 림프절에서 혈구포식 관찰

HLH-2004에서는 다음을 추가하여, 총 8가지 기준 가운데 5가지 이상을 만족하거나 유전자 진단을 통하여 진단한다.
1. . NK세포활성도의 저하 또는 결핍
2. . 고페리틴혈증
3. . 높은 농도의 sIL-2r

HLH study group은 신생아, 소아를 중심으로 했던 연구이나, 성인 또는 후천성 진단도 이에 준해서 내린다. Parikh등의 연구에 의하면 대부분의 성인 환자도 이를 만족한다.

## 치료
우선적인 치료는 과도한 염증반응을 억제하는 것이며, 이와 동시에 치료 가능한 유발원인을 찾아내는 것이다.
일단 거의 모든 치료가 항염증제 코르티코스테로이드를 중심으로 면역을 억제시킨다.
HLH-96, HLH-2004연구에서는 에토포시드(etoposide)를 사용하여 증상 관해를 이룩했다는 것이다.
면역억제제인 시클로스포린도 병행하거나 대체하여 사용한다.